# Jean-Pierre Guillet
Jean-Pierre Guillet est un écrivain québécois né à Iberville en 1953.

## Biographie
Jean-Pierre Guillet est un romancier et nouvelliste québécois auteur d'une trentaine d'ouvrages de fiction s'adressant à tous les âges. Celles-ci s'inscrivent notamment dans le genre de la science-fiction. En plus de sa carrière d'auteur, il a travaillé à titre de professeur de biologie, de conseiller pédagogique et de bibliothécaire au Cégep Saint-Jean-sur-Richelieu,.
Il a reçu plusieurs honneurs, dont le prix Aurora 1998 du meilleur roman de science-fiction en français pour le récit d'une expéditions sur Mars, L'Odyssée du Pénélope,.
Il est membre de l'Union des écrivaines et des écrivains québécois.

## Œuvres
- Les licornes ont disparu, Montréal: Éditions Michel Quintin, 2024, (ISBN 978-2-89762-880-2)
- Les bibittes sont cuites, Montréal: Éditions Michel Quintin, 2024,  (ISBN 978-2-89762-846-8)
- La bariolée de l'Île-Mère, Montréal : Québec-Amérique, 2022,  (ISBN 978-2-76444-679-9)
- Dégel T.3: Le monde du Lac-des-glaces, Rosemère: Éditions Pierre Tisseyre, 2022,  (ISBN 978-2-89633-461-2)
- Clash sous la glace T.2: Le monde du Lac-des-glaces, Rosemère : Éditions Pierre Tisseyre, 2022,  (ISBN 978-2-89633-460-5)
- SOS en Antarctique T.1: Le monde du Lac-des-glaces, Rosemère : Éditions Pierre Tisseyre, 2020,  (ISBN 978-2-89633-459-9)
- L'Enfant des glaces, Montréal ; Paris : Médiaspaul, 2015,  (ISBN 9782894209684)
- Le Capitaine Poulet, Montréal : Bayard Canada livres, 2013,  (ISBN 9782895795063)
- Le Catalogue de robots, Montréal : Bayard Canada livres, 2013.  (ISBN 9782895795391)
- SOS au lac des Glaces, Montréal ; Paris : Médiaspaul, 2013,  (ISBN 9782894209165)
- Enquête spatiale, Montréal : Médiaspaul, 2012,  (ISBN 9782894209059)
- Les Pirates du Lac-en-Ciel, Rosemère : Éditions Pierre Tisseyre, 2011,  (ISBN 978-2-89633-175-8)
- Le Monde du Lac-en-Ciel, Saint-Laurent : Éditions Pierre Tisseyre, 2006,  (ISBN 2-89051-992-9)
- Le Fils de Bougainville, Saint-Laurent : Éditions Pierre Tisseyre, 2004, (ISBN 2-89051-908-2)
- La Puce co(s)mique et le rayon bleuge, Saint-Alphonse-de-Granby : Éditions de la Paix, 2004,  (ISBN 2-922565-98-X)
- La Cage de Londres, Québec : Alire, 2003, (ISBN 2-922145-71-9)
- Les Visiteurs des ténèbres, Saint-Laurent : Éditions Pierre Tisseyre, 2001,  (ISBN 2-89051-807-8)
- Le Monstre du lac Champlain, Saint-Laurent : Éditions Pierre Tisseyre, 2000,  (ISBN 2-89051-754-3)
- Opération Papillon, Montréal : Éditions Pierre Tisseyre, 1999,  (ISBN 2-89051-726-8)
- L'odyssée du Pénélope, Saint-Lambert : Éditions Héritage, 1997,  (ISBN 2-7625-8470-1)
- Mystère et boule de poil! Saint-Lambert : Éditions Héritage, 1995,  (ISBN 2-7625-4075-5)
- Tadam! Saint-Lambert : Éditions Héritage, 1995,  (ISBN 2-7625-7034-4)
- La Machine à bulles, Waterloo : Éditions Michel Quintin, 1994,  (ISBN 2-89435-035-X) (Traduction anglaise : The Bubble Machine,  (ISBN 9782894350331))
- Destinées, Saint-Lambert : Éditions Héritage, 1993,  (ISBN 2-7625-7146-4)
- La fête est à l'eau! Waterloo : Éditions Michel Quintin, 1993,  (ISBN 2-89435-020-1) (Traduction anglaise : The Castle Chaos,  (ISBN 2-89435-022-8))
- Enquête sur la falaise, Waterloo : Éditions Michel Quintin, 1992,  (ISBN 2-89435-003-1) (Traduction anglaise : The cliff case,  (ISBN 2-89435-016-3))
- Mystère aux Îles-de-la-Madeleine, Waterloo : Éditions Michel Quintin, 1992,  (ISBN 2-89435-004-X) (Traduction anglaise : The Magdalen Islands Mystery,  (ISBN 2-89435-014-7))
- La Poudre magique, Waterloo : Éditions Michel Quintin, 1992,  (ISBN 2-920438-42-5) (Traduction anglaise : The Magic Powder,  (ISBN 2-920438-72-7))
- Le Paradis perdu, Saint-Lambert : Éditions Héritage, 1991,  (ISBN 2762567548)

## Prix et distinctions
- 1993 : Lauréat, Prix de littérature jeunesse du Conseil des Outaouais de l'Association internationale pour la lecture, pour La poudre magique[5].
- 1997 : Lauréat, Prix de littérature jeunesse du Conseil des Outaouais de l'Association internationale pour la lecture, pour La machine à bulles[6].
- 1998 : Lauréat, Prix Aurora, catégorie « Meilleur livre de science-fiction en français au Canada », pour L'Odyssée du Pénélope[7].
- 2004 : Finaliste, Prix Aurora, catégorie « Meilleur livre de science-fiction en français au Canada », pour La cage de Londres[7].
- 2015 : Finaliste, Prix Jeunesse des univers parallèles 2014, pour SOS au Lac des glaces[8].
- 2015 : Finaliste, Prix Tamarac Express (maintenant le Prix Mélèze), pour Le catalogue de robots[9].
- 2011 : Finaliste (2ème prix), Grand prix du livre de Montérégie, catégorie « Tout-petits », pour Le bouleau de grand-papa[10].